# Salix praticola
Salix praticola — вид квіткових рослин із родини вербових (Salicaceae).

## Морфологічна характеристика
Це кущ. Гілочки брудно-забарвлені, густо тонко запушені, ± голі. Листкові ніжки 4–6 мм, запушена; листкова пластинка еліптично-ланцетна, еліптична чи обернено-яйцювато-видовжена, 3.5–5.5 × 1.5–2 см, на пагонах до 9 см, абаксіально (низ) майже гола, сірувата чи з легким нальотом, в молодості запушена жовтувато-бурими волосками вздовж жилок, адаксіально зелена чи тьмяно-зелена, гола за винятком основи середньої жилки, край зубчастий, верхівка гостра чи коротко загострена. Чоловіча сережка циліндрична, 3–3.5 мм. Чоловіча квітка: тичинок 2; пиляки жовті, майже кулясті. Жіноча сережка до 6 см. Жіноча квітка: зав'язь яйцювата. Коробочка субконічна, ≈ 4 мм.

## Середовище проживання
Пн. Гуансі, Гуйчжоу, зх. Хубей, Хунань, пд.-сх. Сичуань, пн.-сх. Юньнань. Населяє гірські схили; на висотах 1000–1500 метрів.